# Valentin Silaghi
Valentin Silaghi (ur. 19 kwietnia 1957 w Bobâlna) – rumuński pięściarz, uczestnik Letnich Igrzysk Olimpijskich w 1980 roku w Moskwie.

## Igrzyska Olimpijskie
Valentin Silaghi wystąpił na Igrzyskach Olimpijskich w Moskwie w 1980, w wadze średniej. W tych zawodach wygrał z Alfredem Thomasem reprezentującym Gujanę oraz Markiem Kaylorem z Wielkiej Brytanii. W półfinale przegrał z reprezentantem Kuby José Gómezem.